# Labão (Livro de Mórmon)
Labão é um personagem do Livro de Mórmon.
Labão possuía inúmeras riquezas, entre elas as placas de Latão, escritos importantes ao Povo de Deus.
Primeiramente, Labão recebeu a visita de Lamã, filho de Leí, e se surpreendeu pelo pedido de Lamã, que queria as placas de Latão em troca de todo o ouro que a família possuía. Labão recusou-se a entregar as placas de Latão e Lamã foi-se embora, Após, recebeu a visita de Lemuel, outro filho de Leí. Lemuel fez o mesmo pedido que Lamã e também lhe foi recusado as placas de Latão por Labão. Logo após, Labão recebeu a visita de Néfi, filho de Leí, que levou consigo todo o restante do ouro e pedras preciosas que sua família possuía em troca das plcas de Latão.
Labão estava bêbado de vinho, na presença de Néfi. Mais uma vez, Labão recusou-se em entregar as placas de Latão a Néfi, como fizera com seus outros irmãos. Portanto, um espírito enviado por Deus sussurrou a Néfi ordenando que ele pegasse a espada de Labão e o matasse. A princípio, Néfi recusou-se a matar Labão, mas após refletir e vê que seria impossível recuperar os escritos do Povo de Deus, Néfi matou Labão cortando-lhe a cabeça com sua própria espada e recuperou os escritos sagrados do Povo de Deus.